# Hrvoje Bartolović
|   | a | b | c | d | e | f | g | h |   |
| 8 | c8 black bishop · g8 white knight · e7 black bishop · f6 black rook · e5 white bishop · g5 black king · b4 white rook · c4 white queen · h4 white knight · b2 white king · d2 black pawn · d1 white bishop | c8 black bishop · g8 white knight · e7 black bishop · f6 black rook · e5 white bishop · g5 black king · b4 white rook · c4 white queen · h4 white knight · b2 white king · d2 black pawn · d1 white bishop | c8 black bishop · g8 white knight · e7 black bishop · f6 black rook · e5 white bishop · g5 black king · b4 white rook · c4 white queen · h4 white knight · b2 white king · d2 black pawn · d1 white bishop | c8 black bishop · g8 white knight · e7 black bishop · f6 black rook · e5 white bishop · g5 black king · b4 white rook · c4 white queen · h4 white knight · b2 white king · d2 black pawn · d1 white bishop | c8 black bishop · g8 white knight · e7 black bishop · f6 black rook · e5 white bishop · g5 black king · b4 white rook · c4 white queen · h4 white knight · b2 white king · d2 black pawn · d1 white bishop | c8 black bishop · g8 white knight · e7 black bishop · f6 black rook · e5 white bishop · g5 black king · b4 white rook · c4 white queen · h4 white knight · b2 white king · d2 black pawn · d1 white bishop | c8 black bishop · g8 white knight · e7 black bishop · f6 black rook · e5 white bishop · g5 black king · b4 white rook · c4 white queen · h4 white knight · b2 white king · d2 black pawn · d1 white bishop | c8 black bishop · g8 white knight · e7 black bishop · f6 black rook · e5 white bishop · g5 black king · b4 white rook · c4 white queen · h4 white knight · b2 white king · d2 black pawn · d1 white bishop | 8 |
| 7 | c8 black bishop · g8 white knight · e7 black bishop · f6 black rook · e5 white bishop · g5 black king · b4 white rook · c4 white queen · h4 white knight · b2 white king · d2 black pawn · d1 white bishop | c8 black bishop · g8 white knight · e7 black bishop · f6 black rook · e5 white bishop · g5 black king · b4 white rook · c4 white queen · h4 white knight · b2 white king · d2 black pawn · d1 white bishop | c8 black bishop · g8 white knight · e7 black bishop · f6 black rook · e5 white bishop · g5 black king · b4 white rook · c4 white queen · h4 white knight · b2 white king · d2 black pawn · d1 white bishop | c8 black bishop · g8 white knight · e7 black bishop · f6 black rook · e5 white bishop · g5 black king · b4 white rook · c4 white queen · h4 white knight · b2 white king · d2 black pawn · d1 white bishop | c8 black bishop · g8 white knight · e7 black bishop · f6 black rook · e5 white bishop · g5 black king · b4 white rook · c4 white queen · h4 white knight · b2 white king · d2 black pawn · d1 white bishop | c8 black bishop · g8 white knight · e7 black bishop · f6 black rook · e5 white bishop · g5 black king · b4 white rook · c4 white queen · h4 white knight · b2 white king · d2 black pawn · d1 white bishop | c8 black bishop · g8 white knight · e7 black bishop · f6 black rook · e5 white bishop · g5 black king · b4 white rook · c4 white queen · h4 white knight · b2 white king · d2 black pawn · d1 white bishop | c8 black bishop · g8 white knight · e7 black bishop · f6 black rook · e5 white bishop · g5 black king · b4 white rook · c4 white queen · h4 white knight · b2 white king · d2 black pawn · d1 white bishop | 7 |
| 6 | c8 black bishop · g8 white knight · e7 black bishop · f6 black rook · e5 white bishop · g5 black king · b4 white rook · c4 white queen · h4 white knight · b2 white king · d2 black pawn · d1 white bishop | c8 black bishop · g8 white knight · e7 black bishop · f6 black rook · e5 white bishop · g5 black king · b4 white rook · c4 white queen · h4 white knight · b2 white king · d2 black pawn · d1 white bishop | c8 black bishop · g8 white knight · e7 black bishop · f6 black rook · e5 white bishop · g5 black king · b4 white rook · c4 white queen · h4 white knight · b2 white king · d2 black pawn · d1 white bishop | c8 black bishop · g8 white knight · e7 black bishop · f6 black rook · e5 white bishop · g5 black king · b4 white rook · c4 white queen · h4 white knight · b2 white king · d2 black pawn · d1 white bishop | c8 black bishop · g8 white knight · e7 black bishop · f6 black rook · e5 white bishop · g5 black king · b4 white rook · c4 white queen · h4 white knight · b2 white king · d2 black pawn · d1 white bishop | c8 black bishop · g8 white knight · e7 black bishop · f6 black rook · e5 white bishop · g5 black king · b4 white rook · c4 white queen · h4 white knight · b2 white king · d2 black pawn · d1 white bishop | c8 black bishop · g8 white knight · e7 black bishop · f6 black rook · e5 white bishop · g5 black king · b4 white rook · c4 white queen · h4 white knight · b2 white king · d2 black pawn · d1 white bishop | c8 black bishop · g8 white knight · e7 black bishop · f6 black rook · e5 white bishop · g5 black king · b4 white rook · c4 white queen · h4 white knight · b2 white king · d2 black pawn · d1 white bishop | 6 |
| 5 | c8 black bishop · g8 white knight · e7 black bishop · f6 black rook · e5 white bishop · g5 black king · b4 white rook · c4 white queen · h4 white knight · b2 white king · d2 black pawn · d1 white bishop | c8 black bishop · g8 white knight · e7 black bishop · f6 black rook · e5 white bishop · g5 black king · b4 white rook · c4 white queen · h4 white knight · b2 white king · d2 black pawn · d1 white bishop | c8 black bishop · g8 white knight · e7 black bishop · f6 black rook · e5 white bishop · g5 black king · b4 white rook · c4 white queen · h4 white knight · b2 white king · d2 black pawn · d1 white bishop | c8 black bishop · g8 white knight · e7 black bishop · f6 black rook · e5 white bishop · g5 black king · b4 white rook · c4 white queen · h4 white knight · b2 white king · d2 black pawn · d1 white bishop | c8 black bishop · g8 white knight · e7 black bishop · f6 black rook · e5 white bishop · g5 black king · b4 white rook · c4 white queen · h4 white knight · b2 white king · d2 black pawn · d1 white bishop | c8 black bishop · g8 white knight · e7 black bishop · f6 black rook · e5 white bishop · g5 black king · b4 white rook · c4 white queen · h4 white knight · b2 white king · d2 black pawn · d1 white bishop | c8 black bishop · g8 white knight · e7 black bishop · f6 black rook · e5 white bishop · g5 black king · b4 white rook · c4 white queen · h4 white knight · b2 white king · d2 black pawn · d1 white bishop | c8 black bishop · g8 white knight · e7 black bishop · f6 black rook · e5 white bishop · g5 black king · b4 white rook · c4 white queen · h4 white knight · b2 white king · d2 black pawn · d1 white bishop | 5 |
| 4 | c8 black bishop · g8 white knight · e7 black bishop · f6 black rook · e5 white bishop · g5 black king · b4 white rook · c4 white queen · h4 white knight · b2 white king · d2 black pawn · d1 white bishop | c8 black bishop · g8 white knight · e7 black bishop · f6 black rook · e5 white bishop · g5 black king · b4 white rook · c4 white queen · h4 white knight · b2 white king · d2 black pawn · d1 white bishop | c8 black bishop · g8 white knight · e7 black bishop · f6 black rook · e5 white bishop · g5 black king · b4 white rook · c4 white queen · h4 white knight · b2 white king · d2 black pawn · d1 white bishop | c8 black bishop · g8 white knight · e7 black bishop · f6 black rook · e5 white bishop · g5 black king · b4 white rook · c4 white queen · h4 white knight · b2 white king · d2 black pawn · d1 white bishop | c8 black bishop · g8 white knight · e7 black bishop · f6 black rook · e5 white bishop · g5 black king · b4 white rook · c4 white queen · h4 white knight · b2 white king · d2 black pawn · d1 white bishop | c8 black bishop · g8 white knight · e7 black bishop · f6 black rook · e5 white bishop · g5 black king · b4 white rook · c4 white queen · h4 white knight · b2 white king · d2 black pawn · d1 white bishop | c8 black bishop · g8 white knight · e7 black bishop · f6 black rook · e5 white bishop · g5 black king · b4 white rook · c4 white queen · h4 white knight · b2 white king · d2 black pawn · d1 white bishop | c8 black bishop · g8 white knight · e7 black bishop · f6 black rook · e5 white bishop · g5 black king · b4 white rook · c4 white queen · h4 white knight · b2 white king · d2 black pawn · d1 white bishop | 4 |
| 3 | c8 black bishop · g8 white knight · e7 black bishop · f6 black rook · e5 white bishop · g5 black king · b4 white rook · c4 white queen · h4 white knight · b2 white king · d2 black pawn · d1 white bishop | c8 black bishop · g8 white knight · e7 black bishop · f6 black rook · e5 white bishop · g5 black king · b4 white rook · c4 white queen · h4 white knight · b2 white king · d2 black pawn · d1 white bishop | c8 black bishop · g8 white knight · e7 black bishop · f6 black rook · e5 white bishop · g5 black king · b4 white rook · c4 white queen · h4 white knight · b2 white king · d2 black pawn · d1 white bishop | c8 black bishop · g8 white knight · e7 black bishop · f6 black rook · e5 white bishop · g5 black king · b4 white rook · c4 white queen · h4 white knight · b2 white king · d2 black pawn · d1 white bishop | c8 black bishop · g8 white knight · e7 black bishop · f6 black rook · e5 white bishop · g5 black king · b4 white rook · c4 white queen · h4 white knight · b2 white king · d2 black pawn · d1 white bishop | c8 black bishop · g8 white knight · e7 black bishop · f6 black rook · e5 white bishop · g5 black king · b4 white rook · c4 white queen · h4 white knight · b2 white king · d2 black pawn · d1 white bishop | c8 black bishop · g8 white knight · e7 black bishop · f6 black rook · e5 white bishop · g5 black king · b4 white rook · c4 white queen · h4 white knight · b2 white king · d2 black pawn · d1 white bishop | c8 black bishop · g8 white knight · e7 black bishop · f6 black rook · e5 white bishop · g5 black king · b4 white rook · c4 white queen · h4 white knight · b2 white king · d2 black pawn · d1 white bishop | 3 |
| 2 | c8 black bishop · g8 white knight · e7 black bishop · f6 black rook · e5 white bishop · g5 black king · b4 white rook · c4 white queen · h4 white knight · b2 white king · d2 black pawn · d1 white bishop | c8 black bishop · g8 white knight · e7 black bishop · f6 black rook · e5 white bishop · g5 black king · b4 white rook · c4 white queen · h4 white knight · b2 white king · d2 black pawn · d1 white bishop | c8 black bishop · g8 white knight · e7 black bishop · f6 black rook · e5 white bishop · g5 black king · b4 white rook · c4 white queen · h4 white knight · b2 white king · d2 black pawn · d1 white bishop | c8 black bishop · g8 white knight · e7 black bishop · f6 black rook · e5 white bishop · g5 black king · b4 white rook · c4 white queen · h4 white knight · b2 white king · d2 black pawn · d1 white bishop | c8 black bishop · g8 white knight · e7 black bishop · f6 black rook · e5 white bishop · g5 black king · b4 white rook · c4 white queen · h4 white knight · b2 white king · d2 black pawn · d1 white bishop | c8 black bishop · g8 white knight · e7 black bishop · f6 black rook · e5 white bishop · g5 black king · b4 white rook · c4 white queen · h4 white knight · b2 white king · d2 black pawn · d1 white bishop | c8 black bishop · g8 white knight · e7 black bishop · f6 black rook · e5 white bishop · g5 black king · b4 white rook · c4 white queen · h4 white knight · b2 white king · d2 black pawn · d1 white bishop | c8 black bishop · g8 white knight · e7 black bishop · f6 black rook · e5 white bishop · g5 black king · b4 white rook · c4 white queen · h4 white knight · b2 white king · d2 black pawn · d1 white bishop | 2 |
| 1 | c8 black bishop · g8 white knight · e7 black bishop · f6 black rook · e5 white bishop · g5 black king · b4 white rook · c4 white queen · h4 white knight · b2 white king · d2 black pawn · d1 white bishop | c8 black bishop · g8 white knight · e7 black bishop · f6 black rook · e5 white bishop · g5 black king · b4 white rook · c4 white queen · h4 white knight · b2 white king · d2 black pawn · d1 white bishop | c8 black bishop · g8 white knight · e7 black bishop · f6 black rook · e5 white bishop · g5 black king · b4 white rook · c4 white queen · h4 white knight · b2 white king · d2 black pawn · d1 white bishop | c8 black bishop · g8 white knight · e7 black bishop · f6 black rook · e5 white bishop · g5 black king · b4 white rook · c4 white queen · h4 white knight · b2 white king · d2 black pawn · d1 white bishop | c8 black bishop · g8 white knight · e7 black bishop · f6 black rook · e5 white bishop · g5 black king · b4 white rook · c4 white queen · h4 white knight · b2 white king · d2 black pawn · d1 white bishop | c8 black bishop · g8 white knight · e7 black bishop · f6 black rook · e5 white bishop · g5 black king · b4 white rook · c4 white queen · h4 white knight · b2 white king · d2 black pawn · d1 white bishop | c8 black bishop · g8 white knight · e7 black bishop · f6 black rook · e5 white bishop · g5 black king · b4 white rook · c4 white queen · h4 white knight · b2 white king · d2 black pawn · d1 white bishop | c8 black bishop · g8 white knight · e7 black bishop · f6 black rook · e5 white bishop · g5 black king · b4 white rook · c4 white queen · h4 white knight · b2 white king · d2 black pawn · d1 white bishop | 1 |
|   | a | b | c | d | e | f | g | h |   |

Hrvoje (Vojko) Bartolović (Zagreb, 15. lipnja 1932. – 3. studenog 2005.), hrvatski šahovski kompozitor.

## Karijera šahovskoga kompozitora
Hrvoje Bartolović je pored Nenada Petrovića najznačajniji hrvatski šahovski kompozitor. Od 1948. sastavio je više od 800 šahovskih problema, od toga je 81 uvršten u FIDE Albume. 1956. godine postaje sudac FIDA-e za šahovsku kompoziciju, a 1980. mu je dodijeljena titula velemajstora šahovske kompozicije. Godine 1965. bio je i svjetski prvak u komponiranju dvopoteza. Zbog iznimne estetike njegovih direktnih dvopoteza, još uvijek je uzor ponajboljim autorima šahovske kompozicije diljem svijeta. Bio je dugogodišnji urednik u čuvenome magazinu šahovske kompozicije "Problem" (1951-1980) iz Zagreba.
Prvonagrađeni dvopotez na desnoj strani prikazuje višefaznu izmjenu matova (tema Zagorujko, 3x2) nakon mutualnog crnog sjecišta (tema Grimshaw), što je ostvareno sa samo 12 figura na ploči (Meredith).

Prividna igra: 1...Lf5 2.Df4#, 1...Tf5 2.Dg4#

Varka: 1.Dd5? (~2.Lxf6#) 1...Lf5 2.Dxd2#, 1...Tf5 2.Dg2#, oborenje je 1...Lxb4!

Rješenje: 1.Dc5! (~2.Lxf6#) 1...Lf5 2.De3#, 1...Tf5 2.Dg1#

## Vanjske poveznice
- PZR Zagreb - Portreti: Hrvoje Bartolović  Arhivirana inačica izvorne stranice od 28. prosinca 2011. (Wayback Machine)
- https://web.archive.org/web/20070929164810/http://www.problemonline.com/bartolovic/en_bartolovic.htm
- https://web.archive.org/web/20110604092600/http://members.tripod.com/~JurajLorinc/chess/xbartolo.htm
- http://www.softdecc.com/pdb/search.pdb?expression=A='Bartolovic' Arhivirana+inačica+izvorne+stranice+od+28.+rujna+2007.+(Wayback+Machine)